# 2291 Kevo
2291 Kevo је астероид главног астероидног појаса са пречником од приближно 34,57 .
Афел астероида је на удаљености од 3,240 астрономских јединица (АЈ) од Сунца, а перихел на 2,849 АЈ.
Ексцентрицитет орбите износи 0,064, инклинација (нагиб) орбите у односу на раван еклиптике 24,470 степени, а орбитални период износи 1940,909 дана (5,313 година).
Апсолутна магнитуда астероида је 10,80 а геометријски албедо 0,070.
Астероид је откривен 19. марта 1941. године.